# Symbols of Failure
Albums de Psycroptic
The Scepter of the Ancients
(2003) Ob(Servant)
(2008)
Symbols of Failure est le troisième album du groupe Psycroptic, sorti en 2006 sous le label Neurotic Records. Cet album est le premier auquel participa le chanteur Jason Peppiatt, remplaçant Matthew Chalk au chant et apportant une voix plus grindcore à l'ensemble.

## Liste des pistes
1. Alpha Breed - 3:50
2. Missionaries of a Future to Come - 4:18
3. Merchants of Deceit - 5:26
4. Minions: The Fallen - 3:51
5. Repairing the Dimensional Cluster - 3:42
6. Epoch of the Gods - 4:44
7. Our Evolutionary Architecture - 4:38
8. An Experiment in Transience - 4:54
9. Cleansing a Misguided Path - 4:24